# Acholi (sjukdom)
Acholi (av grekiska nekande a och chole, galla), betecknar egentligen en minskad eller bristfällig gallbildning, som kan förekomma vid svåra leversjukdomar. Mest använd är adjektivformen acholisk för att beteckna bristen på gallfärgämne i avföringen, "acholiska fæces". Så benämnas den lerfärgade avföring, som ofta förekomma vid den form av gulsot, där gallavflödet till tarmen är förhindrat.